# Rouffach
Rouffach település Franciaországban, Haut-Rhin megyében. Lakosainak száma 4186 fő (2022. január 1.). Rouffach Pfaffenheim, Niederhergheim, Oberhergheim, Biltzheim, Oberentzen, Munwiller, Gundolsheim, Bergholtz, Orschwihr, Westhalten, Hattstatt, Herrlisheim-près-Colmar, Soultzmatt, Osenbach, Wasserbourg és Lautenbach községekkel határos.

## Népesség
A település népessége az elmúlt években az alábbi módon változott:
| Lakosok száma | 4528 | 4505 | 4788 | 4518 | 4417 | 4302 | 4187 | 4186 | 4186 |
|               | 2013 | 2015 | 2016 | 2017 | 2018 | 2019 | 2020 | 2021 | 2022 |